# Baucár község
Baucár község (románul: Comuna Băuțar) község Krassó-Szörény megyében, Romániában. Központja Baucár, beosztott falvai Bukova, Preveciori, Strimba.

## Népessége
A 2011-es népszámlálás adatai alapján a község népessége 2604 fő volt.